# Szvetelszky Zsuzsa
Szvetelszky Zsuzsanna (Várpalota, 1969. március 1. –) magyar kutató, az MTA TK "Lendület" Research Center for Educational and Network Studies (RECENS) kutatócsoport tudományos munkatársa, egyetemi oktató, a LINK-Group hálózatkutató központ tagja. Kutatási területei a pletyka pszichológiája, az informális hálózatok, és a vállalati kommunikáció.

## Pályája
1987-ben érettségizett az Eötvös József Gimnáziumban. 1992-ben végzett az ELTE BTK magyar nyelv és irodalom, valamint könyvtártudomány és informatika szakán. 2011-ben védte meg a pletyka pszichológiájáról írott disszertációját a Pécsi Tudományegyetem szociálpszichológiai programjában.
2002-ben jelent meg a pletykáról írott monográfiája, mely azóta számos egyetem és főiskola pszichológiai és társadalomtudományi képzés kötelező, illetve ajánlott olvasmánya lett.

## Könyvei
- A pletyka (2002, Gondolat Kiadói Kör, Kognitív Szeminárium sorozat. Budapest)
- Mindenki harmadik (2004, Alibi Kiadó, Budapest)
- A kapunyitási pániktól a nagymama-elméletig. A családi élet szerepváltozásai (2005, Pont Kiadó, Budapest)
- Noé márkája. Variációk a tudatos vásárlásra (2008, Tudatos Vásárlók Egyesülete - Pont Kiadó, Budapest)
- Rejtett szervezetek (2017, Typotex, Budapest)

## Cikkek
Szvetelszky, Zs. Ways and Transformations of Gossip. (2003). Journal of Cultural and Evolutionary Psychology. (1)2, 109-122.
Szekfű, B., Szvetelszky, Zs. (2005). The Emergence of Gossip. Effects of Networked Communication Technologies on the Evolution of Self-Organizing Social Beliefs. In Nyíri (szerk.) A sense of place: The global and the local in mobile communication. Vienna: Passagen Verlag. 439-447.
Szvetelszky, Zs. (2006). A góc. Liget, 3.
Szvetelszky, Zs. (2006). A társas mezőktől a hálózattudatig. Magyar Tudomány, 11.
Malarz, K., Szvetelszky, Zs., Szekfű, B., Kulakowski, K. (2006). Gossip in Random Networks. Acta Physica Polonica. B. (1) 3049-3059.
Szvetelszky, Zs. (2007). Mobilkommunikáció, önszerveződés, városrehabilitáció. In: Mobiltársadalomkutatás. (Szerk.: Nyíri Kristóf) MTA Filozófiai Intézet 101-108.